# Людвік Ерліх
Ерліх Людвік (пол. Ludwik Ehrlich, 11 квітня 1889, м. Тернопіль — 31 жовтня 1968, м. Краків, Польща) — польський вчений-правознавець. Доктор права, професор.

## Життєпис
Народився 11 квітня 1889 року в м. Тернопіль (Тернопільський повіт, Королівство Галичини та Володимирії, Австро-Угорська імперія, нині Тернопільська область, Україна).
Навчався у гімназіях Тернополя та Львова. Студіював право, філософію, філологію й історію у Львівському університеті. Навчання продовжив у Ґалле та Берліні (Німеччина), Оксфорді (Велика Британія). Декан факультету права (1934—1937), керівник кафедри міжнародного права (1945—1961) Ягеллонського університету в Кракові.
Автор понад 10 книг з історії міжнародного права й інших наукових праць.
Помер 31 жовтня 1968 року в м. Краків (Польська Народна республіка, нині Польща). Був похований 5 листопада того ж року на Раковицькому цвинтарі (pas 8, західний ряд, місце 1).